# Zenpuku-ji

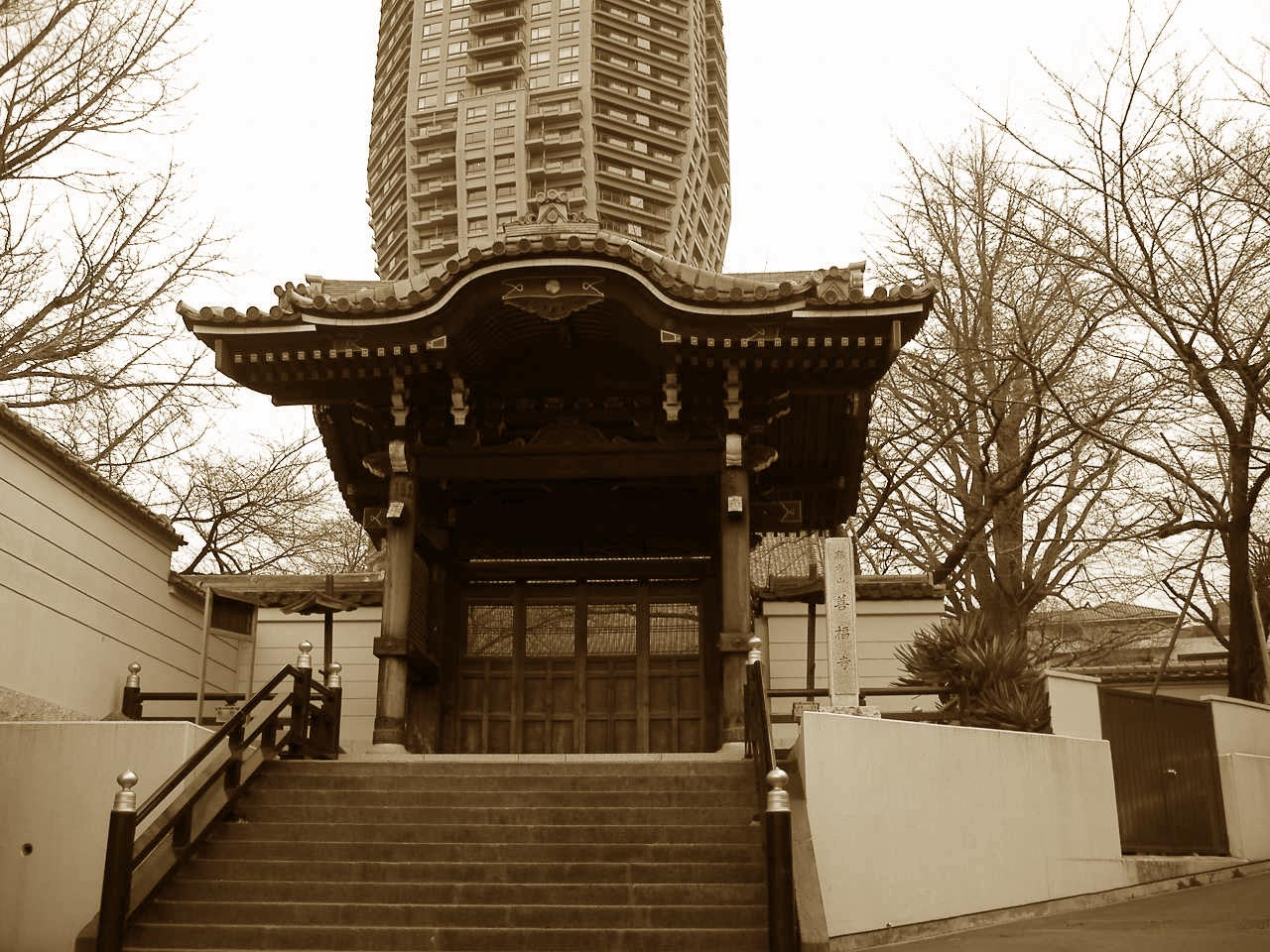
Le Zenpuku-ji

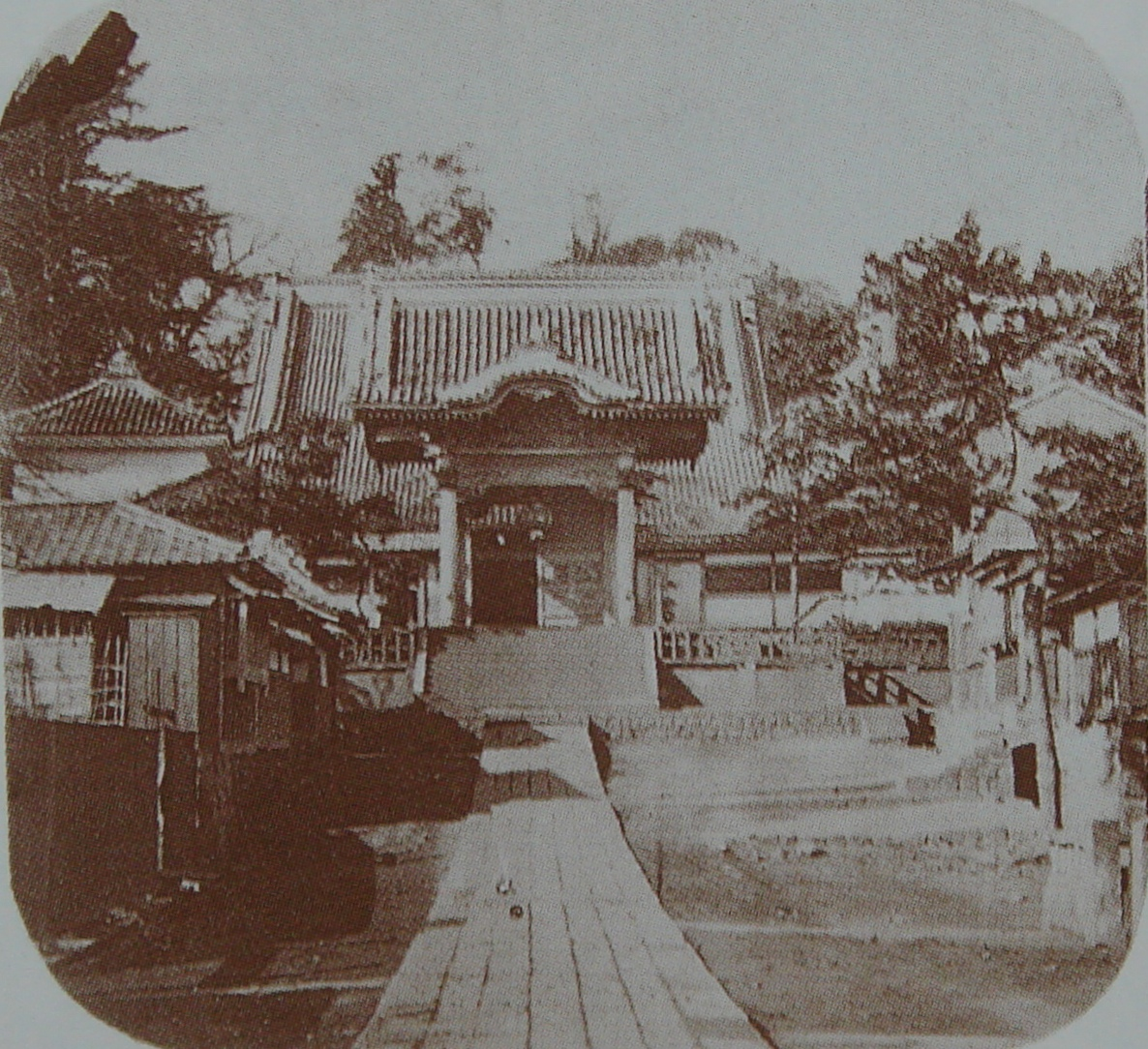
Légation américaine au Zenpuku-ji, circa 1861.

Le Zenpuku-ji (善福寺), aussi connu sous le nom Azabu-san (麻布山), est un temple de l'école Jōdo Shinshū situé dans le district d'Azabu de Tokyo au Japon. C'est l'un des plus anciens temples de Tokyo après le Sensō-ji d'Asakusa.

## Histoire

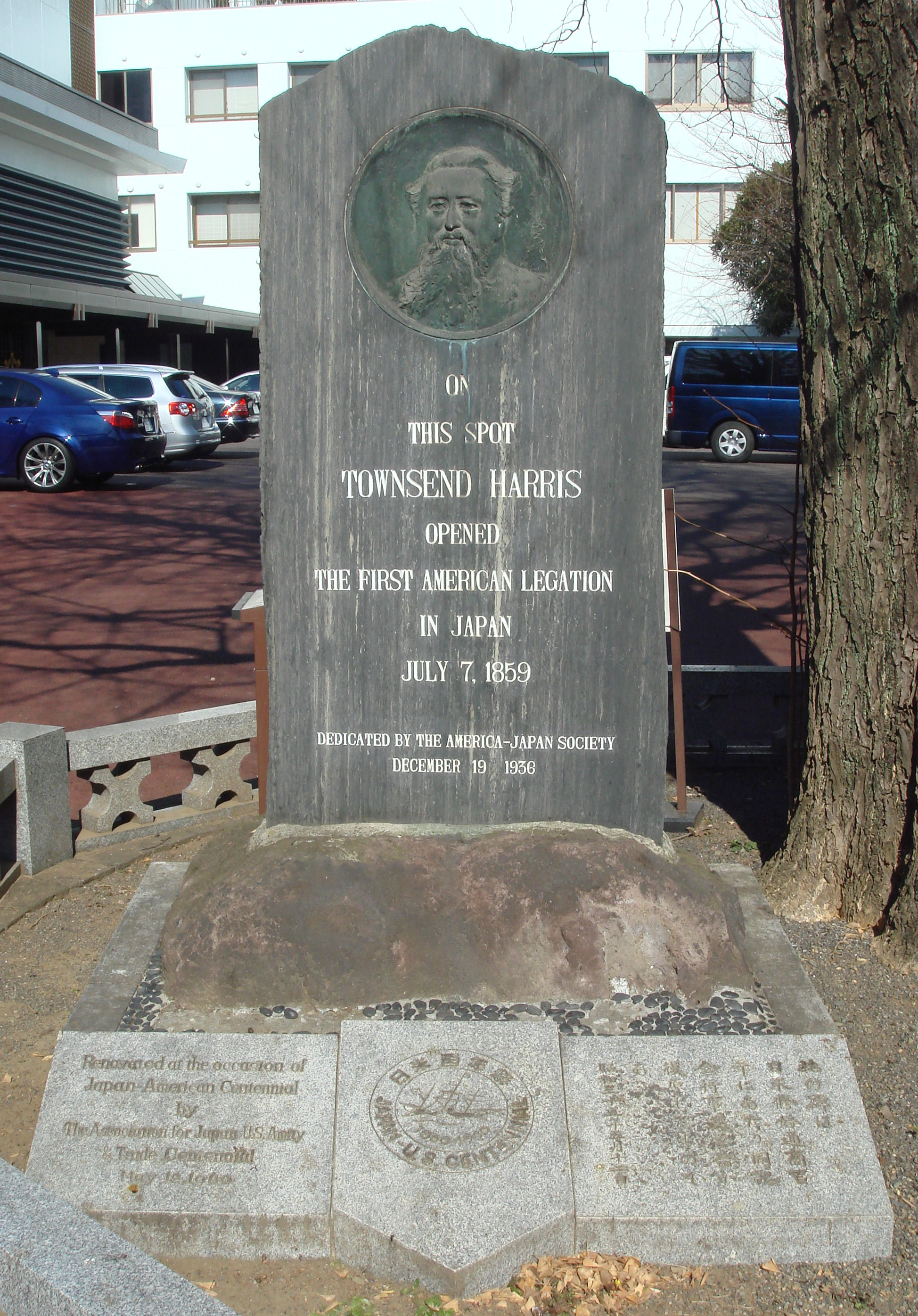
Monument à Townsend Harris au Zenpuku-ji.

Fondé par Kūkai en 824, le Zenpuku-ji est à l'origine un temple du Bouddhisme Shingon. Shinran, qui le visite au cours de l'époque de Kamakura, lui fait intégrer la secte Jōdo Shinshū.
En vertu du Traité d'amitié et de commerce de 1859, la première légation à Tokyo des États-Unis est établie au Zenpuku-ji sous la direction de Townsend Harris comme consul général. Fukuzawa Yukichi, fondateur de l'Université Keiō est enterré au Zenpuku-ji.